# Libu

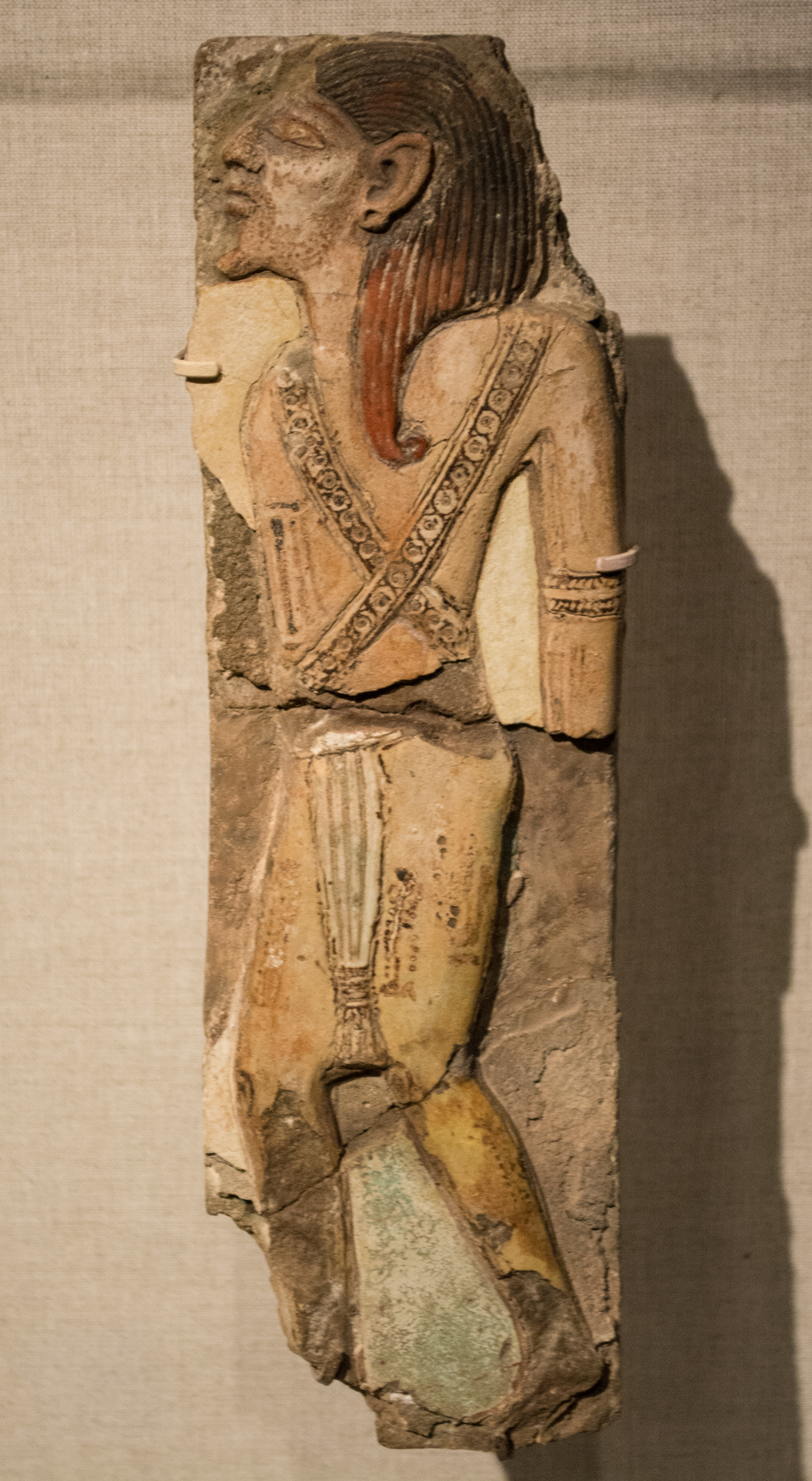
Una loseta de fayenza del trono del faraón Ramsés III que representa a un antiguo jefe libio tatuado (c. 1184-1153 a. C.).

Libu (, R'bw (también transcrito en egipcio antiguo como Rebu,  en bereber Lebu) es la denominación de un pueblo de la antigua Libia, antigua tribu bereber, cuyo nombre los griegos extendieron a todos los pueblos líbicos, a sus territorios que formaban Libia antigua, y de hecho a todo el continente "africano", al que llamaban "Libia" (denominaciones hoy restringidas al Desierto Líbico y al actual Estado de Libia).

## Historia
| r · Z1 | b | w | T14 | A1 · Z2 |

| r · Z1 | b | w | T14 | A1 · Z2 |

La existencia de este pueblo está atestiguada en textos egipcios del Imperio Nuevo, sobre todo del periodo ramésida. La primera mención es en una inscripción de Ramsés II (1279-1213 a. C.). En una inscripción de Karnak del faraón egipcio Merenptah (c. 1213-1203 a. C.), se describe cómo estallaron las hostilidades entre Egipto y Libia y cómo fueron derrotados los libios. Ramsés III (c. 1184-1153 a. C.) venció a los libios en el quinto año de su reinado, pero seis años más tarde los libios se unieron a los mashauash e invadieron el delta occidental del Nilo.
En los textos egipcios, libu es el nombre de una de las tribus que vivían al oeste de Egipto. Este nombre fue adoptado por los griegos de Cirenaica, que probablemente coexistieron con los libus.
En el delta occidental del Nilo, en algún momento durante la dinastía XXII floreció un reino de los libu. Sus gobernantes se autodenominaban «jefes de los mashauash» locales, a los que consideraban sus subordinados. Tafnajt, a pesar de ostentar los dos títulos de «gran jefe de los Libu» y «jefe de los mashauash» de Sais. Más tarde, Tafnajt reclamó para sí el título de faraón; fue el fundador de la dinastía XXIV.
En inscripciones neopúnicas, Libu se escribió como Lby para el nombre masculino y Lbt para el nombre femenino. El nombre supuestamente se usó como un etnónimo en esas inscripciones.
Han sido descritos como cazadores y nómadas, pero hay quien los considera sedentarios y cazadores.